# Claus von Stauffenberg
Claus Philipp Schenk Graf von Stauffenberg (tiếng Đức: [klaʊ̯s ʃɛŋk ɡʁaːf fɔn ˈʃtaʊ̯fn̩.bɛʁk] ⓘ; 15 tháng 11 năm 1907 – 21 tháng 7 năm 1944) là một nhà quý tộc của Đức dưới thời Đức Quốc Xã, Đại tá, Tham mưu trưởng Lực lượng dự bị (1944), người lĩnh nhiệm vụ ám sát Adolf Hitler ngày 20 tháng 7 năm 1944. Sau khi vụ ám sát thất bại, ông bị xử bắn và trở thành biểu tượng cho phong trào chống đối Hitler.

## Lai lịch của Von Stauffenberg
Stauffenberg là con thứ ba trong một gia tộc có tiếng tăm ở miền nam Đức. Hai người anh trước của ông là Berthold và Alexander là anh em song sinh. Bản thân ông cũng có một người em song sinh nhưng mất sớm ngay sau khi sinh. Cha ông là Alfred Schenk Graf von Stauffenberg, Đại công tước cuối cùng của Vương quốc Wurttemberg. Mẹ ông là Bá tước Caroline Schenk Gräfin von Üxküll-Gyllenband. Claus được sinh tại lâu đài Stauffenberg ở Jettingen, khi đó vẫn còn thuộc Vương quốc Bayern, một phần của Đế chế Đức. Gia tộc Stauffenberg là một trong nhưng gia tộc lâu đời, mộ đạo (Công giáo La Mã), và có văn hóa cao.
Thời niên thiếu, ông và các anh đã tham gia Neupfadfinder, một tổ chức Hướng đạo của Đức, và một phần của phong trào thanh niên Đức. Tuy được giáo dục thiên về hướng văn học, nhưng không giống như các anh của mình, ông lại thiên về sự nghiệp quân sự. Năm 1926, theo truyền thống gia đình ông tham gia Reiter-und Kavallerieregiment 17 (Trung đoàn Kỵ binh số 17) tại Bamberg.

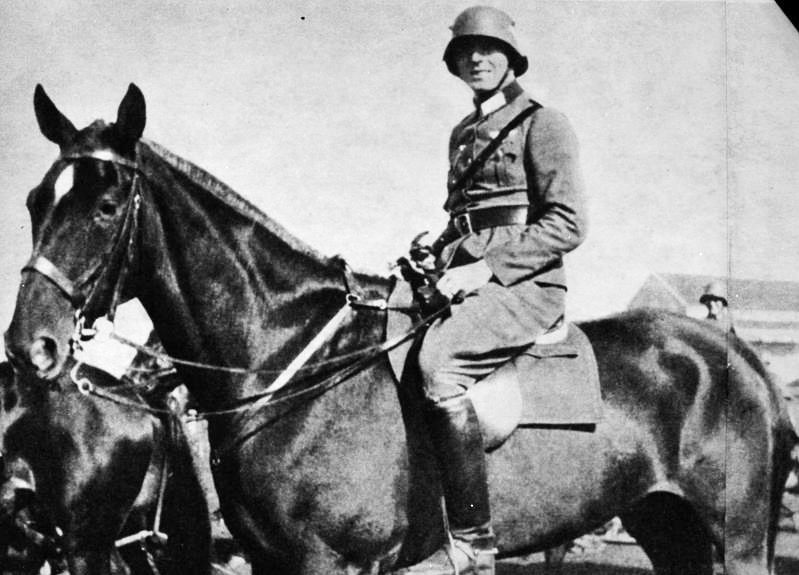
Von Stauffenberg lúc phục vụ tại Trung đoàn Kỵ binh số 17, Bamberg, 1926

Năm 1930, Stauffenberg được nhận vào học tại Kriegsakademie (Học viện Chiến tranh) tại Berlin-Moabit, với hàm Leutnant (Trung úy). Tại đây, ông học về vũ khí hiện đại, tuy vẫn chú ý nhiều vào việc sử dụng ngựa. Trung đoàn của ông về sau đã trở thành một phần của Sư đoàn Khinh binh số 1, dưới quyền tướng Erich Hoepner, người về sau tham gia vào âm mưu đảo chính bất thành tháng 9 năm 1938.
Von Stauffenberg được đánh giá là người có biệt tài đáng kinh ngạc so với một sĩ quan quân đội chuyên nghiệp. Ông có thể chất tốt, rất đẹp trai, có đầu óc thông minh, thích học hỏi và quân bình. Mặc dù tán thành một số quan điểm Quốc xã về Dân tộc chủ nghĩa, tuy nhiên Stauffenberg nhận thấy nhiều khía cạnh tiêu cực của nó, và vì thế ông không bao giờ trở thành một đảng viên. Là một tín đồ Công giáo La Mã thuần thành, với ý thức mạnh mẽ về tôn giáo, đạo đức và công lý cá nhân, ông không tán thành các chính sách kỳ thị Do Thái. Là một quân nhân, ông cũng không hài lòng khi thấy chính sách can thiệp quá sâu của Hitler và đảng Quốc Xã vào hệ thống quân đội.

## Tham gia Thế chiến II
Khi chiến tranh bùng nổ, ông tham gia một cách năng nổ, làm sĩ quan tham mưu của Tướng Erich Hoepner chỉ huy Sư đoàn 6 Thiết giáp trong các chiến dịch tại Ba Lan và Pháp. Chính trên chiến trường Nga mà Stauffenberg cảm thấy vỡ mộng. Sự tàn bạo của lực lượng SS ở Liên Xô cũng như lệnh của Hitler bắn bỏ chính ủy Bolshevik đã khiến cho Stauffenberg mở mắt mà nhận ra con người thật của Hitler. Do tình cờ, ông gặp hai người chủ chốt trong nhóm âm mưu chống Hitler: Tướng Henning von Tresckow, Tham mưu trưởng cụm Tập đoàn quân Trung tâm và sĩ quan dưới quyền ông này Fabian von Schlabrendorff, rồi hoạt động một cách cách tích cực trong nhóm.
Nhưng Stauffenberg vẫn còn là một sĩ quan cấp thấp và thấy các thống chế quá hoang mang – hoặc quá hèn nhát – nên không thể làm gì để loại trừ Hitler hoặc chấm dứt việc tàn sát người Do Thái, người Nga và tù binh. Thảm họa xảy ra một cách không cần thiết ở Stalingrad, dẫn đến việc tập đoàn quân số 6 của Đức đầu hàng, cũng làm cho ông chán ngán. Tháng 2/1943, ông xin chuyển ra chiến trường và được cử làm sĩ quan hành quân cho sư đoàn thiết giáp số 10 ở Tunisia.
Ngày 7 tháng 4, chiếc xe chở ông cán phải mìn – có nguồn nói xe của ông bị một máy bay Đồng Minh tấn công – và ông bị thương nặng. Ông mất con mắt trái, bàn tay phải, hai ngón tay bên kia, và thêm những vết thương ở tai trái và đầu gối. Trong nhiều tuần có vẻ như nếu ông sống sót thì cũng bị mù hẳn, nhưng ông được chữa trị và hồi phục. Người ta có thể nghĩ như ai khác hẳn đã muốn xin ra khỏi quân đội và từ bỏ nhóm âm mưu. Trong khi đang hồi phục, ông có thời gian để suy nghĩ và đi đến kết luận là, dù cho bị thương tật, ông phải thực hiện một nhiệm vụ thiêng liêng.
Ông nói với vợ, Nữ Bá tước Nina, mẹ của bốn đứa con của ông: "Anh nghĩ bây giờ anh phải làm gì đó để cứu nước Đức. Sĩ quan tham mưu quân đội như anh phải nhận lãnh một phần trách nhiệm."

## Sắp đặt kế hoạch
Cuối tháng 9, 1943, Stauffenberg trở lại Berlin với quân hàm trung tá và làm chánh văn phòng cho Tướng Friedrich Olbricht, Cục trưởng Tổng hợp – Thanh tra Lục quân. Chẳng bao lâu sau, ông thực tập kích hoạt bom bằng một cái kềm trên ba ngón tay. Tố chất năng động, đầu óc sáng tỏ, và tài ba của ông thổi một luồng sinh khí mới cho nhóm âm mưu. Ông cũng có ý tưởng khác lạ, vì bản thân không hài lòng với loại hình chế độ ù lì, bảo thủ, vô vị mà các nhà lãnh đạo phong trào chống đối trù định sau khi đã lật đổ Quốc xã. Có óc thực dụng hơn bạn bè, ông muốn chế độ dân chủ xã hội năng động.
Ông cũng thành công đối với phần đông giới quân sự. Ngoài Olbricht, còn có cấp trên của ông: Tướng Stieff, Cục trưởng Cục nhân lực của Bộ Tư lệnh Lục quân; Tướng Eduard Wagner, Cục trưởng Hậu cần Lục quân; Tướng Erich Fellgiebel, Cục trưởng Thông tin thuộc Bộ tư lệnh Lục quân; Tướng Fritz Lindemann, Cục trưởng Quân cụ; Tướng Paul von Hase, Tư lệnh Quân khu Berlin (người sẽ điều động quân chiếm lấy Berlin); và Đại tá Freiherr von Roenne, Trưởng phòng Quân đội Nước ngoài. Có hai hoặc ba vị tướng chủ chốt, nhất là Tư lệnh quân dự bị Friedrich Fromm, có tính khí bất thường.
Tại Berlin, Stauffenberg và bạn hữu của ông đã hoàn tất một phương án có tên "Walküre." Đấy là một cái tên thích hợp, vì trong huyền thoại Đức Walküre là chiến binh phụ nữ, trẻ đẹp nhưng gây kinh hoàng, bay lơ lửng trên vùng chiến địa mà chọn đối thủ để tiêu diệt. Trong trường hợp này, kẻ cần bị tiêu diệt là Adolf Hitler. Đô đốc Wilhelm Canaris đã đề xuất ý niệm Walküre cho Hitler, trong phương án giao cho lực lượng Dân quân nhiệm vụ giữ gìn an ninh tại Berlin và những thành phố lớn khác để ngăn chặn hàng triệu công nhân nô lệ nước ngoài nổi loạn. Việc nổi loạn như thế hầu như là bất khả thi, vì công nhân nước ngoài không có vũ khí trong tay và thiếu tổ chức. Nhưng trong đầu óc đa nghi của Hitler thì ở đâu cũng có hiểm họa. Trong khi người khỏe mạnh đang chinh chiến trên mặt trận hoặc đang chiếm đóng những vùng đất xa xôi, Hitler thuận theo ý tưởng là nên giao cho lực lượng dự bị nhiệm vụ bảo vệ an ninh quốc nội chống lại đám công nhân nô lệ đầy bất mãn. Thế là, Phương án Walküre trở thành một lớp vỏ bọc hoàn hảo cho nhóm âm mưu trong quân đội, cho phép họ công khai sắp đặt những phương án để quân dự bị chiếm lấy thủ đô và những thành phố lớn như Viên, München và Köln ngay sau khi đã ám sát được Hitler.
Stauffenberg nhấn mạnh yếu tố thời gian để nắm quyền kiểm soát thủ đô. Hai tiếng đồng hồ đầu sẽ là gay cấn nhất. Trong khoảng thời gian ngắn này, Quân đội phải chiếm đóng trung tâm phát sóng toàn quốc và hai đài truyền thanh của thành phố, các trung tâm điện tín và điện thoại, Phủ Thủ tướng, các bộ và tổng hành dinh của SS, Sở Mật vụ. Phải bắt giữ Bộ trưởng Tuyên truyền Joseph Göbbels, nhân vật Quốc xã hàng đầu ít khi rời khỏi Berlin, cùng với những sĩ quan SS. Cùng lúc, ngay sau khi hạ sát Hitler, phải cô lập tổng hành dinh Rastenburg hầu ngăn chặn bất kỳ ai chiếm lấy và huy động cảnh sát hoặc quân đội tiếp tục ủng hộ chế độ Quốc xã. Tướng Cục trưởng Thông tin Fellgiebel, đóng bản doanh gần tổng hành dinh của Hitler, được chỉ định thực hiện nhiệm vụ này.
Chỉ khi ấy, sau khi những nhiệm vụ kể trên đã được hoàn tất trong vòng vài tiếng đồng hồ đầu tiên, mới truyền đi thông cáo qua sóng phát thanh, điện tín và điện thoại đến các chỉ huy lực lượng quân đội ở những thành phố khác, đến các tướng lĩnh chỉ huy mặt trận và vùng chiếm đóng, cho biết Hitler đã chết và một chính phủ mới chống Quốc xã đã được thành lập ở Berlin. Cuộc đảo chính sẽ xong xuôi trong vòng 24 giờ, và chính phủ mới sẽ được yên vị. Nếu không làm đúng kế hoạch như thế, những tướng lĩnh còn hoang mang có thể suy đi nghĩ lại. Hermann Göring (Tư lệnh Không quân) và Heinrich Himmler (Lãnh tụ Lực lượng SS, Chỉ huy trưởng Cảnh sát Đức) sẽ có thể huy động họ, và nội chiến có thể xảy ra. Khi ấy, các mặt trận sẽ lung lay, rồi không tránh khỏi hỗn loạn và sụp đổ.
Mọi chuyện đều tùy thuộc vào khả năng của nhóm âm mưu trong việc điều động lực lượng quân dự bị trong và chung quanh Berlin với tốc độ và năng lực ở mức cao nhất. Có một vấn đề gút mắc trong việc này: chỉ có Tướng Tư lệnh lực lượng dự bị Friedrich Fromm là người có thẩm quyền ra chỉ thị để triển khai Phương án Walküre. Trong trường hợp ông lưỡng lự vào thời điểm quyết định, người thay thế ông sẽ là Tướng Erich Hoepner, vị chỉ huy thiết giáp tài ba đã bị Hitler cách chức sau trận đánh ở Moskva năm 1941 và bị cấm mặc quân phục.
Stauffenberg và Tresckow soạn chỉ thị sẵn cho các tư lệnh quân khu nắm lấy quyền điều hành trên địa phương của họ, dập tắt đám SS, bắt giữ các nhân vật Quốc xã hàng đầu, chiếm lấy các trại tập trung. Còn có thêm những bản tuyên cáo với lời lẽ dứt khoát để vào thời điểm thích hợp gửi đến quân đội, dân Đức, báo đài. Vài bản tuyên cáo mang tên Beck với cương vị tân Tổng thống, một số bản khác mang tên Thống chế tân Tổng tham mưu trưởng Quân lực Job-Wilhelm von Witzleben và tân Thủ tướng Carl Goerdeler. Những bản chỉ thị và tuyên cáo này được giấu trong két sắt của Tướng Olbicht.
Thế là, các kế hoạch đã sẵn sàng từ cuối năm 1943. Nhưng trong nhiều tháng, nhóm âm mưu không làm được gì nhiều. Đến tháng 6/1944, họ thấy thời gian càng lúc càng cấp bách. Có một lý do: Mật vụ đang càng ngày càng thu hẹp mành lưới. Những vụ bắt bớ người âm mưu đang tăng từng tuần, và đã có nhiều cuộc hành quyết.

## Những âm mưu khởi đầu
Vào cuối tháng 6 năm 1944, nhóm âm mưu có được cơ hội mới. Stauffenberg được thăng lên đại tá và nhận chức Tham mưu trưởng lực lượng tập đoàn quân quân dự bị dưới quyền Tướng Tư lệnh Fromm. Chức vụ này không những cho phép Stauffenberg ban hành chỉ thị cho lực lượng quân dự bị nhân danh Fromm, mà còn tạo cơ hội cho ông được tiếp cận Hitler. Thật vậy: Hitler thường triệu tập Tư lệnh quân dự bị hoặc người phụ tá đến tổng hành dinh mỗi tuần hai hoặc ba lần để báo cáo tình hình cung ứng quân thay thế cho những sư đoàn đang hứng chịu thiệt hại chiến trường. Stauffenberg dự tính đặt bom ở một trong những buổi họp như thế.
Stauffenberg bây giờ trở thành nhân vật chủ chốt trong âm mưu. Vì có thể xâm nhập tổng hành dinh của Hitler được canh phòng cẩn mật, ông mang trọng trách ám sát Hitler. Trên cương vị Tham mưu trưởng quân dự bị động viên, ông có thể điều động binh sĩ chiếm lấy Berlin, vì lẽ nhóm âm mưu không tin tưởng nơi Fromm. Và Stauffenberg phải thực hiện hai nhiệm vụ cùng một ngày ở hai nơi cách nhau gần 600 kilômét – giữa tổng hành dinh của Hitler lúc ấy ở Obersalzberg hoặc Rastenburg và Berlin. Giữa hành động thứ nhất và thứ nhì là khoảng thời gian 2 đến 3 tiếng đồng hồ khi ông ngồi trên máy bay từ tổng hành dinh của Hitler về Berlin. Trong thời gian này ông không thể làm được gì, nhưng hy vọng đồng chí của ông triển khai kế hoạch đã đề ra.
Cũng có những vấn đề khác. Một việc tưởng chừng phức tạp một cách không cần thiết lại nảy ra trong đầu nhóm âm mưu. Họ đi đến kết luận rằng giết một mình Hitler thì không đủ; cùng lúc phải giết cả Hermann Göring và Heinrich Himmler để đảm bảo những lực lượng dưới quyền hai người này không chống lại họ. Họ cũng nghĩ rằng khi hai phụ tá thân tín nhất của Hitler đã chết, các tướng lĩnh chỉ huy ở mặt trận đang lưỡng lự sẽ về phe với họ nhanh chóng hơn. Vì lẽ Göring và Himmler thường tham dự các buổi họp quân sự hàng ngày tại tổng hành dinh Lãnh tụ, họ nghĩ rằng sẽ không khó mà giết cả ba người với một quả bom. Quyết định này khiến cho Stauffenberg vuột mất hai cơ hội bằng vàng.
Stauffenberg được triệu đến Obersalzberg ngày 11 tháng 7 để báo cáo với Hitler về tình hình tuyển quân thay thế. Ông mang theo một quả bom kiểu Anh do Quân báo cung cấp. Nhóm âm mưu đã quyết định đây là thời điểm để hạ sát cả Hitler, Göring và Himmler. Nhưng vào ngày này, Himmler không có mặt trong buổi họp. Stauffenberg lẻn ra ngoài buổi họp một lúc, gọi điện cho Tướng Olbricht để báo cáo tình hình, nói rõ rằng mình vẫn có thể hạ sát Hitler và Göring. Olbricht nói nên đợi dịp khác để có thể hạ sát cả ba người. Đêm ấy, khi trở về Berlin, Stauffenberg gặp Beck và Olbricht, nói một cách cương quyết rằng lần kế tiếp ông phải cố hạ sát Hitler cho dù Göring và Himmler có mặt hay không. Tất cả đều đồng ý.

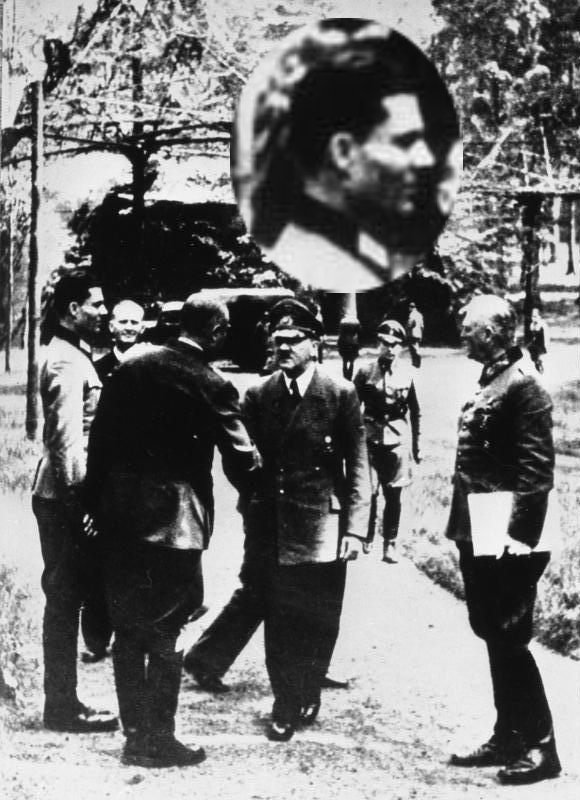
Hitler và Keitel đến cuộc họp tại "Hang Sói" ngày 15 tháng 7 năm 1944. Stauffenberg là người đứng bên trái bức ảnh

Lần kế tiếp đến nhanh. Stauffenberg nhận lệnh ngày kế đến báo cáo cho Lãnh tụ về tình hình tuyển quân ở tổng hành dinh "Hang Sói" ở Rastenburg. Ngày 15/7, Đại tá Stauffenberg bay đến tổng hành dinh Lãnh tụ với một quả bom trong chiếc cặp. Lần này, nhóm âm mưu tự tin sẽ thành công đến nỗi họ đồng ý rằng 2 tiếng đồng hồ trước buổi họp của Hitler – dự kiến lúc 1 giờ chiều – sẽ phát lệnh cho binh sĩ tiến vào Berlin và xe tăng của trường thiết giáp Krampnitz cũng chuyển bánh về thủ đô.
Lúc 11 giờ sáng Thứ Bảy, 15/7, Tướng Olbricht phát lệnh triển khai Phương án Walküre. Trước giữa trưa, binh sĩ tiến về hướng trung tâm thủ đô với lệnh chiếm lấy khu hành chính. Lúc 1 giờ xế chiều, với chiếc cặp trên tay Stauffenberg đi đến phòng họp của Lãnh tụ, báo cáo về tình hình tuyển quân, rồi xin phép ra ngoài, gọi điện cho Olbricht ở Berlin qua mật mã rằng Hitler có mặt, rằng ông sẽ trở lại buổi họp và kích hoạt quả bom. Olbricht cho biết binh sĩ ở Berlin đã được điều động. Xem dường rốt cuộc họ sẽ thành công. Nhưng khi Stauffenberg trở lại phòng họp, Hitler đã rời đi và không trở lại. Stauffenberg vội vã gọi điện cho Olbricht để thông báo tình hình mới. Olbricht hối hả bãi bỏ lệnh động quân, binh sĩ nhận lệnh quay trở về doanh trại một cách cách nhanh chóng và êm thấm nhất có thể được.
Nhóm âm mưu vẫn quyết tâm bằng bất cứ giá nào phải thi hành âm mưu ám sát Hitler và lật đổ chủ nghĩa Quốc xã. Stauffenberg đồng ý. Ông thề lần kế tiếp sẽ không thất bại nữa. Tướng Olbricht đã bị Keitel khiển trách về việc điều quân ở Berlin, thế nên cho biết ông không thể liều làm như thế nữa, kẻo cả âm mưu sẽ bị phát giác. Ông đã thoát được trong gang tấc bằng cách giải thích với Keitel và Fromm rằng đấy là cuộc tập trận. Nỗi e ngại động quân khi chưa nhận tin chắc chắn Hitler đã chết sẽ gây hậu quả thảm khốc vào ngày Thứ Năm tới.

## Vụ ám sát ngày 20 tháng 7 năm 1944 (chiến dịch Valkyrie)
Khoảng 6 giờ sáng ngày 20/7/1944, Đại tá Stauffenberg cùng Trung úy tùy tùng Werner von Haeften đi qua những tòa nhà đổ nát vì bom đạn ở Berlin để đến sân bay Rangsdorf. Trong chiếc cặp dày cộm là hồ sơ về những sư đoàn dự bị mà ông sẽ trình bày cho Lãnh tụ tại "Hang Sói" ở Rastenburg, Đông Phổ. Giữa các hồ sơ là một quả bom được bọc trong một chiếc áo sơ-mi. Đấy là kiểu bom của Anh, được kích hoạt bằng cách đập vỡ một cái ve nhỏ, khiến a-xít trong đấy ăn mòn một sợi dây kim loại nhỏ, làm một lò xo bung ra và đánh vào kíp nổ. Tùy thuộc kích cỡ sợi dây kim loại mà bom nổ nhanh hoặc chậm. Họ dùng một sợi dây kim loại nhỏ nhất, sẽ bị ăn mòn trong vòng 10 phút.
Tại sân bay, Stauffenberg gặp Tướng Stieff, người đã trao quả bom vào đêm trước. Chiếc máy bay chở họ là của Tướng Eduard Wagner, Cục trưởng Hậu cần Lục quân và là người cầm đầu âm mưu ám sát, được ông điều đến cho chuyến bay quan trọng này. Máy bay cất cánh lúc 7 giờ, đáp xuống Rastenburg vào khoảng 10 giờ. Haeften yêu cầu viên phi công sẵn sàng cất cánh trở về Berlin bất cứ lúc nào sau giữa trưa.
Một chiếc ô-tô đưa hai người về Hang Sói, được xây giữa một khu rừng rậm âm u, ẩm ướt ở Đông Phổ. Kiến trúc được xây với 3 vòng, mỗi vòng được bảo vệ bằng bãi mìn, công sự bê-tông ngầm, hàng rào dây điện, và binh sĩ SS cuồng tín tuần tra ngày lẫn đêm. Đấy là nơi chốn không dễ gì xâm nhập, hoặc thoát ra. Để được phép vào khu vực bên trong được phòng vệ cẩn mật, nơi Hitler làm việc và ăn ngủ, dù là tướng lĩnh cao cấp nhất vẫn cần một giấy đặc biệt cho phép chỉ một lần, rồi phải qua sự khám xét của Thiếu tướng SS Rattenhuber, chỉ huy an ninh dưới quyền Himmler, hoặc người phụ tá của Rattenhuber. Tuy nhiên, vì Hitler đã ra lệnh triệu Stauffenberg đến, ông và Haeften chỉ được khám xét qua loa. Sau khi dùng bữa điểm tâm với Đại úy von Müllendorf, phụ tá cho chỉ huy trưởng doanh trại, Stauffenberg đi tìm Tướng Fritz Fellgiebel, Cục trưởng Thông tin thuộc Bộ tư lệnh Lục quân.
Fellgiebel là một trong những người chủ chốt của kế hoạch ám sát Hitler. Stauffenberg phải đảm bảo Fellgiebel báo tin việc ám sát về Berlin để ở đây có thể động quân ngay. Rồi Fellgiebel phải cô lập tổng hành dinh Lãnh tụ bằng cách đóng mọi đường điện thoại, điện tín và thu phát sóng. Không ai có khả năng làm việc này bằng Cục trưởng Thông tin, và nhóm âm mưu cảm thấy may mắn có ông tham gia.
Sau khi đến gặp Tướng Buhke, đại diện Lục quân tại Bộ Tổng tham mưu, Stauffenberg đi đến khu vực của Tướng Keitel, dỡ mũ và thắt lưng treo lên tường trong gian tiền phòng rồi bước vào văn phòng của Keitel, Ở đây, ông được biết mình phải vội tiến hành nhanh chóng hơn là dự trù. Bây giờ đã là quá giữa trưa, và Keitel cho biết vì Mussolini sẽ đến bằng xe lửa lúc 2:30 giờ chiều, buổi họp với Lãnh tụ sẽ bắt đầu lúc 12:30 giờ thay vì 1 giờ. Keitel bảo Stauffenberg nên báo cáo nhanh gọn. Hitler muốn kết thúc sớm buổi họp.
Kết thúc trước khi bom nổ? Hẳn Stauffenberg đã nghĩ liệu một lần nữa định mệnh khiến ông phải thất bại hay không, và có lẽ thất bại ở cơ hội cuối cùng. Ông cũng mong lần này buổi họp với Hitler sẽ diễn ra trong boong-ke chìm dưới mặt đất, nơi quả bom sẽ có sức công phá vài lần mạnh hơn so với tầng trên. Nhưng Keitel cho biết buổi họp sẽ diễn ra trong phòng họp của doanh trại. Nhưng đấy không phải là doanh trại thông thường. Hitler đã ra lệnh xây thêm một bức tường bê-tông dày gần nửa mét để bảo vệ chống cháy và mảnh bom đạn. Bức tường này sẽ tăng sức công phá cho quả bom của Stauffenberg.
Một số tác giả cho biết những buổi họp quân sự hàng ngày của Hitler ở Hang Sói thường diễn ra trong boong-ke nằm dưới mặt đất và vì boong-ke này đang được sửa chữa, buổi họp này được chuyển đến phòng họp trên mặt đất, do đấy đã cứu mạng sống của Hitler. Việc này có lẽ không đúng. Phòng họp của doanh trại, như tên gọi, là nơi diễn ra những buổi họp hàng ngày. Chỉ trong trường hợp e ngại máy bay đến không kích mới dời buổi họp xuống boong-ke nằm dưới mặt đất.
Ít phút trước 12:30 giờ, Keitel bảo Stauffenberg phải đến phòng họp ngay kẻo muộn. Hai người vừa đi được ít bước thì Stauffenberg nói ông đã để quên mũ và thắt lưng trong gian tiền phòng, rồi lập tức đi trở lại. Keitel không có thời giờ để ra lệnh Trung úy tùy viên von John, lúc ấy đang đi kế bên, quay trở lại lấy mũ và thắt lưng cho khách.
Trong gian tiền phòng, Stauffenberg nhanh chóng mở chiếc cặp, cầm cái kềm giữa ba ngón tay để bấm vỡ cái ve. Chỉ trong vòng 10 phút quả bom sẽ nổ, trừ khi có khuyết điểm gì khác.
Vốn thích ăn hiếp kẻ dưới quyền tuy xu nịnh bề trên, Keitel tỏ ra nóng nảy vì sự chậm trễ, quay trở lại và lớn tiếng kêu Stauffenberg nên gấp rút. Ông nói họ đã bị muộn. Stauffenberg lên tiếng xin lỗi. Hẳn Keitel đã nhận ra rằng một người tàn tật như Stauffenberg mất nhiều thời gian hơn người thường để mang thắt lưng. Thái độ của Keitel hòa hoãn trở lại – hẳn ông không có ý nghi ngờ gì.
Đúng như Keitel nói, hai người đã bị muộn. Khi họ vừa bước qua cửa phòng họp, Stauffenberg dừng lại để báo cho thượng sĩ trực tổng đài điện thoại là ông đang chờ một cuộc gọi từ văn phòng ông ở Berlin để có thông tin mới nhất mang ra báo cáo trong buổi họp, và cần được thông báo ngay khi có cuộc gọi này. Ông nói thế là để cho Keitel nghe được. Việc này là bất thường: ngay cả một thống chế chỉ đi ra khỏi phòng họp với Lãnh tụ khi được sai khiến hoặc khi buổi họp đã chấm dứt, và chỉ đi ra sau khi Hitler đã bước ra. Nhưng Keitel không tỏ vẻ ngờ vực gì.
Hai người đi vào phòng họp. Khoảng 4 phút đã trôi qua kể từ khi Stauffenberg kích hoạt quả bom; còn 6 phút nữa. Phòng họp khá nhỏ, rộng chưa đến 5 mét và dài chưa đến 10 mét. Có nhiều cửa sổ mở, như thế sẽ làm giảm sức công phá của quả bom. Giữa phòng là một cái bàn hình chữ nhật khoảng 1,5 mét rộng và 5,5 mét dài. Đấy là cái bàn đóng theo kiểu đặc biệt, không có bốn chân nhưng tựa lên hai cái bệ ở hai đầu kéo dài gần hết chiều rộng. Kiểu bàn như thế sẽ tạo ảnh hưởng lên lịch sử sắp diễn ra.
Khi Stauffenberg bước vào, Hitler ngồi ở giữa chiều dài cái bàn, quay lưng về cánh cửa. Phía tay phải ông là Tướng Heusinger, Trưởng phòng Hành quân kiêm Tham mưu phó Lục quân; Tướng Korten, Tham mưu trưởng Không quân; và Đại tá Heinz Brandt, chỉ huy ban tham mưu dưới quyền Heusinger. Keitel đến đứng bên tay phải của Hitler, kế bên ông là Jodl. Có 18 sĩ quan khác của ba binh chủng và SS đứng chung quanh cái bàn, nhưng Göring và Himmler không có mặt. Chỉ có Hitler và hai người ghi tốc ký là ngồi. (Đài BBC, trong ngày tưởng niệm tròn 60 năm vụ ám sát 20/7/2004, liệt kê 25 người hiện diện.)
Heusinger đang báo cáo tình hình bi thảm trên mặt trận trung tâm ở Liên Xô và do đấy vị trí chông chênh của quân Đức kể cả ở hai mặt trận nam và bắc. Keitel chen vào để thông báo sự hiện diện của Đại tá von Stauffenberg và mục đích của ông này. Hitler ngước lên nhìn anh đại tá cụt một bàn tay, một bên mắt được che kín, chào hỏi một cách cụt lủn, rồi nói ông muốn nghe Heusinger báo cáo cho xong trước rồi mới nghe Stauffenberg báo cáo.
Stauffenberg đến đứng giữa Korten và Brandt gần cái bàn, cách Hitler vài bước bên tay phải ông này. Ông đặt chiếc cặp trên mặt sàn, đẩy vào dưới bàn cho dựa vào mặt trong của cái bệ, chỉ cách chân của Hitler 2 mét. Bây giờ là 12:37 giờ. Còn 5 phút nữa. Heusinger tiếp tục báo cáo, liên tục chỉ xuống tấm bản đồ trải trên mặt bàn. Hitler và những người khác luôn nghiêng người xuống để xem tấm bản đồ.
Dường như không ai để ý khi Stauffenberg lẻn ra ngoài. Có lẽ ngoại trừ Brandt. Ông này chăm chú nghe Heusinger báo cáo đến nỗi ông xê dịch đến gần để nhìn rõ hơn, bị vướng chiếc cặp dày cộm của Stauffenberg, cố dùng một chân đẩy nó qua một bên, rồi cúi xuống dùng tay nhấc chiếc cặp lên và đặt xuống mặt ngoài của cái bệ. Vì thế, cái bệ che chắn giữa quả bom và Hitler. Động thái đơn giản của Brandt có lẽ đã cứu sống Hitler, nhưng khiến cho Brandt phải chết. Ông không hề biết rằng đấy là quả bom mà ông vô tình đẩy ra bên ngoài cái kệ, tránh xa khỏi Hitler.
Với nhiệm vụ báo hiệu cho Stauffenberg bắt đầu báo cáo, Keitel nhìn đến nơi Stauffenberg đã đứng ít phút trước. Heusinger báo cáo đã gần xong, và Keitel muốn ra hiệu cho Stauffenberg biết để bắt đầu báo cáo tiếp nối. Có lẽ Stauffenberg cần có người phụ giúp lấy tài liệu ra khỏi chiếc cặp. Nhưng Keitel vô cùng phiền hà khi không thấy Stauffenberg ở đâu. Nhớ lại là Stauffenberg đã báo cho thượng sĩ trực tổng đài điện thoại, Keitel lén ra khỏi phòng họp để đi tìm anh đại tá có hành động kỳ lạ này.
Stauffenberg không có mặt nơi tổng đài điện thoại. Người thượng sĩ nói Stauffenberg đã vội vã đi ra ngoài. Keitel trở vào phòng họp với tâm trạng bối rối. Heusinger đang đi đến phần kết luận của bài báo cáo:
Quân Nga đã tiến công với lực lượng mạnh phía tây Duna và tiến về hướng bắc. Mũi nhọn của họ đã đến đông-nam Dunaburg. Nếu tập đoàn quân của ta quanh Hồ Peipus không rút lui, một thảm họa
Đúng vào lúc này, 12:42 giờ, quả bom phát nổ.

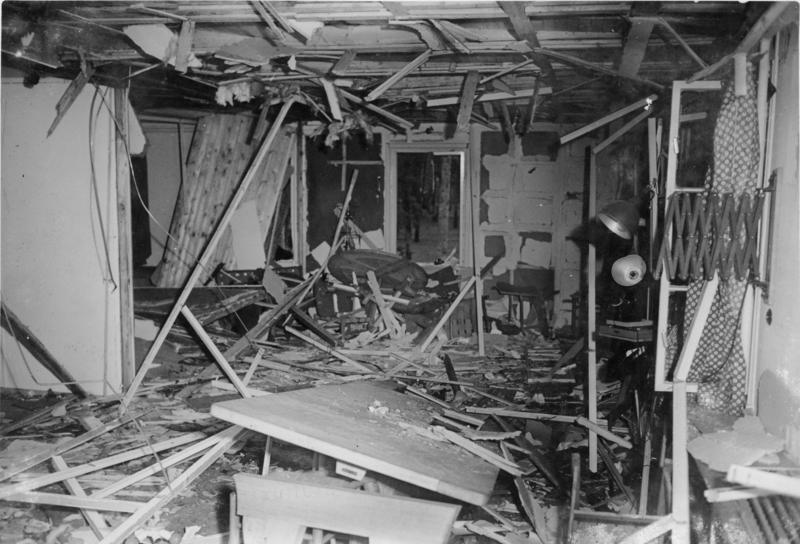
Quang cảnh phòng họp sau khi bom nổ

Stauffenberg trông thấy những gì xảy ra kế tiếp. Ông đang đứng bên Tướng Fellgiebel trước văn phòng ông này ở Bong-ke 44 cách đấy gần 100 mét, lo lắng nhìn đồng hồ rồi nhìn về phía phòng họp. Ông thấy khói bốc lên rồi một ngọn lửa mà ông kể lại giống như một quả đạn pháo 155 li rơi xuống. Thân người bị ném ra khỏi khung cửa sổ; mảnh vụn bay tứ tung lên không trung. Stauffenberg phấn khích tin chắc rằng mọi người có mặt trong phòng họp đều đã chết hoặc đang hấp hối. Ông vội vàng từ giã Fellgiebel, trong khi ông này đang gọi điện cho báo nhóm âm mưu ở Berlin biết vụ ám sát đã thành công, rồi cắt hệ thống thông tin. Nhiều tác giả cho rằng vào lúc này, Fellgiebel đáng lẽ phải cho nổ trung tâm viễn thông, nhưng ông đã không làm việc này khiến gây hậu quả thảm khốc cho nhóm âm mưu. Vì lẽ nhiều trung tâm viễn thông khác nhau nằm trong những boong-ke rải rác dưới đất được binh sĩ SS phòng vệ cẩn mật, kế hoạch không thể nào đòi hỏi Fellgiebel phá hủy tất cả các trung tâm này. Fellgiebel chỉ đồng ý cắt đứt mạch viễn thông ra thế giới bên ngoài trong 2 hoặc 3 tiếng đồng hồ sau khi ông đã thông báo cho Berlin về vụ nổ bom. Ông đã làm được như thế tuy có vài thiếu sót.
Hành động kế tiếp của Stauffenberg là phải nhanh chóng thoát ra khỏi tổng hành dinh Rastenburg. Binh sĩ bảo vệ ở các chốt ra vào đã nghe tiếng nổ phát ra từ phòng họp của Hitler và lập tức phong tỏa mọi lối ra. Tại chốt thứ nhất, cách boong-ke của Fellgiebel vài mét, chiếc xe của Stauffenberg bị chặn lại. Ông nhảy ra khỏi xe và yêu cầu được nói chuyện với sĩ quan trực nhà bảo vệ. Với sự hiện diện của sĩ quan này, Stauffenberg gọi điện cho ai đấy – không rõ là ai – trao đổi ngắn gọn, gác máy rồi quay qua người sĩ quan, nói: "Trung úy, tôi được phép đi qua."
Đấy chỉ là trò tháu cáy, nhưng có hiệu quả. Sau khi người sĩ quan ghi vào sổ trực: "12:44 giờ, Đại tá Stauffenberg đi qua" rồi hiển nhiên gọi đến chốt gác thứ hai để cho xe của Stauffenberg đi qua. Tại chốt gác thứ ba thì khó khăn hơn. Ở đây, binh sĩ bảo vệ đã nhận lệnh báo động, hạ cổng xuống và tăng cường bảo vệ, không cho ai đi ra hoặc đi vào. Xe của Stauffenberg và Trung úy tùy tùng Haeften bị một thượng sĩ cứng đầu tên Kolbe chặn đường. Một lần nữa, Stauffenberg yêu cầu được sử dụng điện thoại và gọi cho Đại úy von Müllendorf, phụ tá cho chỉ huy trưởng của doanh trại. Ông phàn nàn rằng binh sĩ bảo vệ không cho ông đi qua "vì lý do vụ nổ. Tôi có việc gấp. Tướng Fromm đang đợi tôi ở sân bay." Đây cũng là trò tháu cáy: Stauffenberg biết rõ rằng Fromm đang ở Berlin.
Sau khi gác máy, Stauffenberg quay qua người thượng sĩ: "Ông nghe đấy, tôi được phép đi qua." Nhưng người thượng sĩ không chịu thua. Anh gọi điện cho Müllendorf để xin xác nhận. Đại úy Müllendorf xác nhận.
Sau đấy, chiếc xe chạy đến sân bay trong khi Trung úy Haeften vội vã tháo rời một quả bom khác đựng trong chiếc cặp của anh này, ném qua bên vệ đường, về sau được Mật vụ tìm thấy. (Có nguồn tin cho biết Stauffenberg đã định kích hoạt cả hai quả bom, nhưng vì bị Keitel thúc hối và sợ bị lộ, Stauffenberg chỉ có thời gian kích hoạt một quả bom.) Chỉ huy sân bay chưa nhận được lệnh báo động. Phi công đã nổ máy khi thấy hai người tiến đến. Trong vòng 1 hoặc 2 phút, chiếc máy bay cất cánh.
Bây giờ là ít phút sau 1 giờ trưa. Stauffenberg hẳn thấy ba tiếng đồng hồ kế tiếp là thời gian dài nhất trong đời ông. Trong khi chiếc máy bay hướng về Berlin, Stauffenberg không thể làm gì được. Máy bay của ông không có máy thu thanh tầm xa để bắt sóng từ Berlin mà ông hy vọng những người âm mưu đang loan báo tin phấn khởi trước khi ông hạ cánh. Và ông cũng không thể thông báo cho thân hữu ở thủ đô để phòng trường hợp Fellgiebel không liên lạc được với họ.

## Tác hại của quả bom
Trái ngược với sự tin tưởng của Stauffenberg, Hitler không chết. Hành động vô tình của Brandt khi dời chiếc cặp ra mặt ngoài của cái bệ đã cứu mạng sống của Hitler. Ông bị một phen hốt hoảng nhưng chỉ bị thương nhẹ. Tóc ông bị cháy xém, hai chân bị bỏng, cánh tay phải bị bầm và tạm thời tê liệt, hai màng nhĩ bị thủng và lưng trầy xước vì bị vật cứng rơi trúng. Theo một nhân chứng kể lại, khi Hitler được đưa ra từ trong đống đổ nát ra, người ta hầu như không nhận ra ông: mặt đen nhẻm, tóc đang bốc khói và quần tơi tả. Như có phép lạ, Keitel không bị thương. Nhưng phần đông người đứng gần đầu cái bàn nơi quả bom nổ đều chết, hấp hối hoặc bị thương nặng. Người ghi tốc ký chết tại chỗ, còn Đại tá Brandt, Tướng Schmundt, tùy viên của Hitler, và Tướng Korten chết vì bị thương nặng. Tất cả những người khác, kể cả các tướng Jodl, Tham mưu trưởng Không quân Bodenschats và Heusinger, đều bị thương ít nhiều.
Trong sự hoảng hốt lúc đầu, có vài sự suy đoán về nguồn gốc vụ nổ. Ban đầu, Hitler nghĩ đấy có thể do một máy bay địch lén đến tấn công. Jodl, bị một vết thương chảy máu trên đầu do nhiều mảnh vỡ kể cả một chùm đèn rơi trúng, cho rằng một số công nhân xây dựng đã gài một quả bom hẹn giờ trên sàn nhà. Lỗ hổng sâu trên sàn có vẻ như xác nhận điều này. Phải qua một thời gian, Stauffenberg mới bị nghi ngờ. Chạy đến hiện trường sau khi nghe tiếng nổ, Himmler hoàn toàn cảm thấy khó hiểu. Động thái đầu tiên của ông là gọi điện – một hoặc hai phút trước khi Fellgiebel cắt liên lạc viễn thông – cho Nebe, chỉ huy cảnh sát hình sự ở Berlin, phái đến một nhóm thám tử để điều tra.
Trong sự hoang mang và hãi sợ, không ai nhớ ra rằng Stauffenberg đã lén rời khỏi phòng họp trước vụ nổ. Thoạt đầu, người ta tin rằng ông còn ở trong tòa nhà và bị thương nặng nên đã được đưa đi bệnh viện. Vẫn chưa nghi ngờ về Stauffenberg, Hitler chỉ thị kiểm tra ở bệnh viện.
Khoảng 2 tiếng đồng hồ sau vụ nổ, manh mối bắt đầu được lặp ghép lại. Người thượng sĩ trực tổng đài điện thoại báo cáo rằng vị "đại tá chột mắt," người đã báo đang chờ một cuộc gọi từ Berlin, đã đi ra khỏi phòng họp và không chờ cuộc gọi mà hấp tấp đi ra khỏi tòa nhà. Vài thành viên buổi họp nhớ lại rằng Stauffenberg đã để lại chiếc cặp dưới cái bàn. Binh sĩ bảo vệ ở các chốt gác nhớ lại rằng Stauffenberg và tùy viên của ông đã đi qua ngay sau vụ nổ.
Hitler bắt đầu dấy lên nỗi ngờ vực. Khi gọi đến sân bay Rastenburg, nơi đây cho biết Stauffenberg đã cất cánh ít lâu sau 1 giờ, cho biết điểm đến là sân bay Rangsdorf. Himmler lập tức ra lệnh bắt giữ Stauffenberg ở đây, nhưng chỉ thị của ông không thể đến Berlin do động thái can đảm của Fellgiebel khi cắt đường dây viễn thông. Cho đến lúc ấy, không ai ở tổng hành dinh nghĩ sẽ có biến cố xảy ra ở Berlin. Họ đều tin rằng Stauffenberg là thủ phạm duy nhất. Sẽ không khó để bắt giữ ông, trừ khi ông bay sang Liên Xô. Dù tình hình hỗn loạn, Hitler vẫn có vẻ điềm tĩnh, vì đầu óc đang bận rộn chuyện khác. Ông phải tiếp đón Mussolini, sẽ đi đến vào lúc 4 giờ chiều thay vì 2:30 giờ chiều, vì chuyến xe lửa chở ông khởi hành muộn.
Hitler kể với Mussolini:
Tôi đang đứng kế cái bàn ở đây; quả bom phát nổ ngay phía trước chân tôi... Hiển nhiên là tôi không có việc gì; chắc chắn đấy là định mệnh đã khiến cho tôi tiếp tục con đường của tôi và hoàn tất nghĩa vụ... Bây giờ đã thoát chết... tôi càng tin tưởng mạnh mẽ rằng sự nghiệp vĩ đại mà tôi phục vụ sẽ thoát qua những hiểm nguy hiện tại và mọi điều sẽ đi đến kết cục tốt đẹp.
Rồi ai đấy nhắc đến một cuộc "nổi loạn" chống chế độ Quốc xã, "âm mưu" của Röhm ngày 30/6/1934. Khi nghe nhắc đến việc này, Hitler nổi cơn giận dữ. Những nhân chứng cho biết ông nhảy dựng lên, hai bên mép sùi bọt, la hét và cuồng loạn. Ông la lối rằng những gì ông đã làm đối với Röhm và đồng bọn phản trắc của anh ta sẽ không thấm gì so với những kẻ phản quốc ngày hôm nay. Ông sẽ tiêu diệt tất cả bọn họ. "Tôi sẽ đưa vợ con họ vào trại tập trung và không khoan dung gì cả!" Cũng như trong những trường hợp khác, Hitler sẽ làm đúng như lời nói.
Khoảng 6 giờ chiều, khi nghe tin vẫn chưa dập tắt được cuộc nổi loạn, Hitler la thét mệnh lệnh cho lực lượng SS ở Berlin bắn bỏ bất kỳ người nào dù chỉ có it nghi ngờ. Ông hét lên: "Himmler ở đâu? Tại sao ông ta không có mặt ở đấy?" Ông quên rằng chỉ một tiếng đồng hồ trước, ông đã ra lệnh Himmler bay về Berlin và dập tắt một cách không thương xót đám nổi dậy, và Himmler vẫn còn ở trên máy bay.

## Diễn tiến ở Berlin
Máy bay đáp xuống Rangdorf lúc 3:45 giờ. Trong tinh thần phấn khởi, Stauffenberg chạy đến nơi đặt điện thoại ở sân bay để gọi cho Tướng Olbricht hầu biết chắc chắn họ đã làm những gì trong thời gian 3 tiếng đồng hồ qua. Ông cực kỳ lo lắng khi được biết không ai làm gì cả. Lúc 1 giờ, Fellgiebel gọi đến báo tin về vụ nổ nhưng đường dây quá nhiễu nên nhóm âm mưu không rõ Hitler đã chết hay chưa. Vì thế, họ không làm gì cả. Các chỉ thị triển khai Phương án Walküre đã được lấy ra từ két sắt của Olbricht nhưng không được gửi đi. Mọi người đều chờ đợi Stauffenberg trở về. Hai người được chỉ định trong chế độ mới: Tướng Beck (tân Tổng thống) và Thống chế von Witzleben (tân Tổng Tham mưu trưởng Quân lực), đáng lẽ đã phải ban hành những thông cáo và chỉ thị đã được soạn sẵn, và đã lên tiếng trên sóng phát thanh. Nhưng lúc này, họ vẫn chưa xuất hiện. Stauffenberg chán nản thấy cuộc nổi loạn khởi động một cách chậm chạp tuy đã được trù định một cách cẩn thận từ lâu. Họ đã mất 3 tiếng đồng hồ quý giá trong khi tổng hành dinh của Lãnh tụ mất liên lạc với bên ngoài.
Stauffenberg không thể hiểu được tại sao, và sử gia khi cố gắng chắp nối các sự kiện với nhau cũng không hiểu nổi. Dù những người chủ chốt trong nhóm âm mưu đã biết Stauffenberg "chất nặng người" đến dự cuộc họp với Lãnh tụ lúc 1 giờ trưa, chỉ có vài người, phần lớn là cấp thấp, bắt đầu nhẩn nha đi đến Tổng hành dinh Dân quân – cũng là tổng hành dinh của nhóm nổi dậy – trên Phố Bendlerstraße lúc giữa trưa. Lần trước, vào ngày 15/7, Tướng Olbricht đã ra lệnh cho binh sĩ tiến vào thủ đô hai tiếng đồng hồ trước khi bom nổ. Nhưng ngày hôm nay 20/7, có lẽ vì sợ rủi ro ông đã không ra lệnh như thế. Đêm trước, chỉ huy trưởng các đơn vị ở Berlin và ở các trại huấn luyện quanh vùng đã được nghe sẽ có lệnh triển khai Phương án Walküre vào ngày hôm sau, nhưng Olbricht muốn chờ cho đến khi Fellgiebel ở Rastenberg thông báo rồi mới động quân. Tướng Hoepner, với bộ quân phục mà Hitler cấm ông mặc, đi đến Phố Bendlerstraße lúc 12:30 giờ – đúng vào lúc Stauffenberg đang kích hoạt quả bom – rồi cùng Olbricht đi ăn trưa, cùng chia nhau nửa chai rượu vang để chúc mừng sự thành công.
Họ vừa quay lại văn phòng của Olbricht thì Tướng Fritz Thiele, Tổng cục trưởng Thông tin thuộc Bộ Tông tham mưu, phấn khích thông báo là tuy đường điện thoại không tốt và Fellgiebel rất dè dặt, dường như bom đã nổ nhưng Hitler chưa chết. Trong trường hợp này, Thiele kết luận không nên ban bố lệnh triển khai Phương án Walküre. Olbricht và Hoepner đồng ý.
Thế là, từ 1:15 giờ đến 3:45 giờ lúc Stauffenberg đáp xuống Rangsdorf, không ai làm gì cả. Binh sĩ không được tập trung, chỉ huy binh sĩ ở các thành phố không có không nhận được chỉ thị gì, và có lẽ điều lạ lùng nhất là không ai nghĩ đến việc chiếm đóng các trung tâm truyền thanh hoặc các tổng đài điện thoại và điện tín. Hai chỉ huy quân đội chủ chốt Beck và Witzleben vẫn chưa xuất hiện.
Cuối cùng, khi Stauffenberg đi đến, nhóm âm mưu mới khởi sự hành động. Từ sân bay Rangsdorf, Stauffenberg gọi điện thúc giục Tướng Olbricht không nên chờ cho đến khi ông đến tổng hành dinh – phải mất 45 phút cho ông đi từ sân bay về – mà nên phát lệnh triển khai Phương án Walküre ngay. Cuối cùng, nhóm âm mưu đã có người ra mệnh lệnh. Đại tá tham mưu trưởng Mertz von Quirnheim dưới quyền Olbricht, bạn thân của Stauffenberg, bắt đầu phát lệnh qua đường viễn ký và điện thoại. Lệnh đầu tiên báo động với binh sĩ ở Berlin và các vùng phụ cận. Lệnh thứ hai được Stauffenberg tiếp ký – vì đã được soạn thảo nhiều tháng trước – thông báo Lãnh tụ đã chết và Witzleben đang "chuyển giao quyền hành pháp" cho tư lệnh các quân khu trong nước và chỉ huy trưởng các đơn vị trên chiến trường. Thống chế Witzleben vẫn chưa đến Phố Bendlerstraße. Ông mới đi đến Zossen, cách Berlin 40 kilômét về hướng đông-nam, tham khảo với Tướng Cục trưởng Hậu cần Lục quân Wagner. Hai vị tướng cấp cao trong nhóm âm mưu đang hành động theo cách nhàn nhã nhất trong ngày định mệnh này.
Với mệnh lệnh đã được phát đi – một số lệnh mang tên Fromm mà ông này không biết – Olbricht đi đến văn phòng Tư lệnh Dân quân, nói với Fromm rằng Fellgiebel báo về cho biết Hitler đã bị ám sát và khuyên ông nên lĩnh nhiệm vụ chỉ huy triển khai Phương án Walküre. Nhưng cũng như Kluge, Fromm là người giỏi chân trong chân ngoài; ông chỉ tiến hành khi nào đã chắc ăn. Ông muốn có chứng cứ rõ ràng rằng Hitler đã chết.
Đến lúc này, Olbricht phạm một trong những sai lầm hệ trọng của nhóm âm mưu ngày hôm nay. Ông chắc chắn rằng Hitler đã chết, theo lời của Stauffenberg khi gọi điện từ sân bay Langsdorf. Ông cũng biết rằng Fellgiebel đã đóng hệ thống điện thoại ở Rastenburg suốt buổi chiều. Thế nên ông có đủ can đảm mà nhấc điện thoại yêu cầu nối đường dây đến Keitel. Ông hoàn toàn kinh ngạc khi nhận ra đường dây đã nối được ngay với Keitel – vì như ta biết, mạng viễn thông đã được khôi phục nhưng ông không biết. Keitel báo cho Fromm biết Hitler vẫn còn sống.
Từ bây giờ trở đi, Fromm tách xa khỏi nhóm âm mưu, tạo hậu quả thảm khốc cho nhóm này. Sau giây phút điếng người, Olbricht lặng lẽ bước ra khỏi văn phòng. Vừa lúc ấy, Tướng Beck đi đến, mặc bộ đồ dân sự sẫm màu – có lẽ nhằm tỏ rõ hành động đảo chính không có tính chất quân sự. Đáng lẽ ông phải nắm quyền điều động, nhưng người điều động thật sự là Đại tá Stauffenberg, vừa hào hễn đi đến lúc 4:30 giờ chiều. Ông này vắn tắt báo cáo vụ nổ mà ông nhấn mạnh là tận mắt mình nhìn thấy. Khi Olbricht cho biết Keitel đã báo tin Hitler còn sống, Stauffenberg trả lời rằng Keitel chỉ nói dối hầu kéo dài thời gian, và rằng dù sao đi nữa, họ phải nắm bắt thời cơ mà lật đổ chế độ Quốc xã. Bech đồng ý. Ông nói, đối với ông dù nhà độc tài còn sống hay đã chết thì cũng thế thôi. Họ phải tiến hành xóa sạch chế độ hà khắc của ông ta.
Vấn đế ở chỗ: sau sự trì trệ và trong tình hình mù mờ, dù đã trù định bao lâu nay, họ vẫn không biết nên tiến hành như thế nào. Chỉ khi Tướng Thiele cho biết tin báo Hitler còn sống sẽ được truyền qua sóng truyền thanh quốc gia, họ mới nhớ ra rằng đã không hề nghĩ đến việc đầu tiên là phải chiếm giữ trung tâm truyền thanh, ngăn chặn tiếng nói của Quốc xã mà thay vào đấy phát đi các tuyên bố của họ. Nếu không có sẵn binh sĩ làm việc này thì cảnh sát Berlin đáng lẽ có thể làm được. Bá tước von Helldorf, chỉ huy trưởng cảnh sát và can dự sâu trong âm mưu, đã sốt ruột trông chờ từ giữa trưa để hành động với lực lượng đông đảo đang chực chờ. Những không có tin báo gì, thế nên lúc 4 giờ chiều ông đi đến Phố Bendlerstraße để xem tình hình. Olbricht cho ông biết có thể đặt cảnh sát dưới sự chỉ huy của Quân đội. Nhưng binh sĩ vẫn chưa có – chỉ có một số sĩ quan đang hoang mang đi tới lui ở tổng hành dinh mà không có ai để sai khiến.
Thay vì giải quyết ngay vấn đề này, Stauffenberg khẩn trương gọi người anh họ, Trung tá Caesar von Hofacker ở tổng hành dinh của Tướng von Stülpnagel tại Paris, thúc dục những người âm mưu ở đây hành động. Đúng là việc này rất quan trọng, vì âm mưu được tổ chức chặt chẽ hơn ở Pháp và được hỗ trợ bởi các sĩ quan quân đội quan trọng hơn ở những nơi khác ngoại trừ Berlin. Stülpnagel đã cho thấy năng động hơn là các tướng lĩnh của ông trong nước. Trước khi trời tối, ông đã bắt giam tất cả 1.200 sĩ quan cùng binh sĩ SS và SD ở Paris, kể cả chỉ huy trưởng của họ, Trung tướng SS Karl Oberg. Nếu ở Berlin có những hoạt động năng nổ và quyết đoán như thế, lịch sử hẳn đã xoay chiều.

## Âm mưu bị dập tắt
Sau khi thông báo với Paris, Stauffenberg quay sang vị tướng cứng đầu Fromm, thủ trưởng trực tiếp của ông, đang từ chối tham gia nhóm âm mưu sau khi được biết Hitler còn sống. Beck không muốn tranh luận, nên Stauffenberg cùng Olbricht đi gặp From. Olbricht nói với Fromm là Stauffenberg có thể xác nhận Hitler đã chết.
Fromm cáu kỉnh nói: "Không thể được. Keitel đã nói với tôi điều ngược lại."
Stauffenberg chen vào: "Keitel nói dối như thường lệ. Chính tôi thấy xác Hitler được mang ra ngoài."
Câu xác minh từ tham mưu trưởng dưới quyền và cũng là nhân chứng làm cho Fromm suy nghĩ, và im lặng. Nhưng Olbricht cố nhân cơ hội Fromm đang chần chừ mà nói rằng, dù sao chăng nữa, lệnh triển khai Phương án Walküre đã được ban hành. Fromm nhảy dựng lên: "Đây là hành động bất phục tùng trắng trợn! Ai đã ra lệnh?" Khi được biết đấy là Đại tá Mertz von Quirnheim, Fromm cho triệu vị sĩ quan đến và nói muốn bắt giữ ông.
Stauffenberg cố gắng lần cuối để thu phục thủ trưởng của ông: "Thưa Đại tướng, chính tôi đã cho nổ quả bom trong cuộc họp của Hitler. Vụ nổ ngang bằng một quả đạn pháo 155 li. Không ai trong phòng họp có thể sống sót được."
Nhưng Fromm là người lựa gió theo chiều quá tài tình nên không thể tháu cáy ông được: "Bá tước Stauffenberg, âm mưu đã thất bại. Ông nên tự xử ngay đi." Stauffenberg lạnh lùng từ chối. Fromm tuyên bố bắt giữ cả ba người khách: Stauffenberg, Olbricht và Mertz.
Olbricht trả lời: "Ông chỉ tự lừa dối. Chính chúng tôi sẽ bắt giữ ông."
Một cuộc giằng co diễn ra mà theo một nguồn tin, Fromm đánh trúng phải mặt Stauffenberg. Fromm bị khống chế nhanh chóng rồi bị quản thúc trong văn phòng người tùy viên của ông dưới sự canh gác của Thiếu tá Ludwig von Leonrod. Nhóm âm mưu thận trọng cắt dây điện thoại trong phòng.
Stauffenberg trở về văn phòng của ông và thấy Thiếu tướng SS Piffraeder đã đến để bắt giữ ông. Piffraeder và hai nhân viên SD bị quản thúc trong phòng kế bên. Rồi Tướng von Kortzfleisch, chỉ huy quân đội ở quân khu Berlin-Brandenburg đến và hỏi chuyện gì đang xảy ra. Khi ông này tỏ ra ương ngạnh, Beck ra lệnh quản thúc ông. Theo kế hoạch, Tướng von Thuengen được cử thay thế ông.
Sự xuất hiện của Piffraeder nhắc cho Stauffenberg nhớ rằng nhóm âm mưu đã quên đặt người bảo vệ quanh tòa nhà. Vì thế, một phân đội của Tiểu đoàn Cảnh vệ Grossdeutschland được điều đến đóng chốt. Thế là, khoảng 5 giờ chiều, nhóm âm mưu ít nhất kiểm soát được tổng hành dinh của họ, nhưng ở Berlin họ chỉ kiểm soát có thế. Chuyện gì đã xảy ra cho các đơn vị Quân đội có nhiệm vụ chiếm đóng thủ đô?
Khoảng 4 giờ chiều, khi nhóm âm mưu bắt đầu hành động, Tướng von Hase, chỉ huy trưởng Berlin, gọi điện cho tiểu đoàn trưởng Tiểu đoàn Cảnh vệ thiện chiến Grossdeutschland, ra lệnh báo động cho Tiểu đoàn và đến trình diện cấp chỉ huy ở Unter den Linden. Tiểu đoàn trưởng, là Thiếu tá Otto Remer vừa được thăng cấp, người sẽ có vai trò chủ chốt trong ngày, tuy là vai trò mà nhóm âm mưu không hề muốn. Họ đã điều tra về anh vì tiểu đoàn của anh đã được phân nhiệm vụ quan trọng, và hài lòng thấy anh là một sĩ quan không thiên về chính trị, người sẵn sàng tuân lệnh cấp chỉ huy trực tiếp. Chắc chắn anh là người dũng cảm. Anh đã bị thương 8 lần và gần đây được chính Hitler gắn Huân chương Chữ thập Hiệp sĩ của Chữ thập Sắt với Lá sồi – là sự phong thưởng hiếm có.
Remer phát lệnh báo động cho Tiểu đoàn dưới quyền như được chỉ thị, rồi vội đi vào thành phố để nhận lệnh cụ thể của Hase. Vị Tướng nói với anh về âm mưu ám sát Hitler và ra lệnh cho anh cô lập các văn phòng bộ ở khu Wilhelmstraße và văn phòng chính của SS. Đến 5:30 giờ, Remer làm xong nhiệm vụ và báo cáo về để chờ chỉ thị tiếp.
Và bây giờ, có một nhân vật chen vào làm cho Remer trở thành kẻ thù của nhóm âm mưu. TS. Trung úy Hans Hagen đã nhận chức vụ sĩ quan chính trị Quốc xã trong tiểu đoàn của Remer. Ông cũng cộng tác với TS. Göbbels ở Bộ Tuyên truyền và được phái đến Berlin. Ông tin chắc mình trông thấy Thống chế von Brauchitsch đang mặc quân phục ngồi trên một chiếc xe của Quân đội, và lập tức nghĩ ra rằng các tướng lĩnh già có thể đang âm mưu gì đấy. Brauchitsch từ lâu đã bị Hitler cho ngưng chức và ngày hôm ấy không có mặt ở Berlin, nhưng Hagen cả quyết mình đã trông thấy ông. Hagen nói với Remer về nỗi nghi ngờ này, vừa khi Remer đang nhận lệnh chiếm lấy Wilhelmstraße. Hagen càng thêm nghi ngờ, thuyết phục Remer cấp cho anh một chiếc mô tô, rồi chạy đến Bộ Tuyên truyền để thông báo cho Göbbels.
Hitler vừa gọi điện cho Göbbels, kể về vụ mưu sát và ra lệnh cho vị Bộ trưởng Tuyên truyền lên đài truyền thanh để báo tin là âm mưu đã thất bại. Dường như đấy là tin tức đầu tiên về biến cố tại Rastenberg mà ông này nhận được. Rồi Hagen báo cho ông biết chuyện gì đang xảy ra ở Berlin. Lúc đầu, Göbbels tỏ vẻ ngờ vực – ông xem Hagen như người đến gây phiền nhiễu – và, theo một nguồn tin, dự định đuổi anh trung úy ra ngoài, nhưng anh đề nghị ông nên ra cửa sổ mà tự quan sát. Göbbels bây giờ tin vào mắt mình hơn là tin lời nói cuồng loạn của Hagen. Quân đội đang chiếm giữ những vị trí quanh văn phòng bộ. Dù là người ngu dốt, Göbbels suy nghĩ rất nhanh, bảo Hagen đưa Remer đến gặp ông. Hagen làm theo, rồi biến mất khỏi lịch sử.
Thế là, trong khi những người âm mưu trong tổng hành dinh Dân quân ở Phố Bendlerstraße đang liên lạc với những tướng lĩnh khắp châu Âu và không để ý gì đến một sĩ quan cấp dưới như Remer, Göbbels liên lạc được với một người tuy cấp thấp nhưng lại quan trọng nhất vào thời khắc đặc biệt này.
Việc liên lạc là không tránh khỏi, vì Remer đã được lệnh bắt giữ Göbbels nhưng cùng lúc cũng nhận tin Göbbels mời đến gặp. Remer dẫn theo 20 binh sĩ đi đến Bộ Tuyên truyền, và anh dặn thuộc hạ đi tìm anh nếu trong vài phút anh không trở ra. Với khẩu súng lục trên tay, anh cùng một tùy viên đi vào để bắt giữ một trong những nhân vật Quốc xã quan trọng nhất ở Berlin.
Trong số những biệt tài của Göbbels giúp cho ông leo đến tầm cao trong Đế chế thứ Ba là khả năng ăn nói trong tình thế khó khăn – và đây là tình thế khó khăn nhất trong đời ông. Ông nhắc nhở Remer về lời tuyên thệ với Lãnh tụ. Remer trả đũa một cách dứt khoát rằng Hitler đã chết. Göbbels nói Lãnh tụ vẫn còn sống khỏe mạnh – ông vừa nói chuyện với Lãnh tụ qua điện thoại. Ông có thể chứng minh điều này. Rồi ông nhấc máy xin nói chuyện khẩn với Hitler ở Rastenburg. Một lần nữa, việc nhóm âm mưu đã không chiếm lấy trung tâm viễn thông ở Berlin hoặc ít nhất cắt các đường dây tạo thêm thảm họa. Chỉ trong vòng 1, 2 phút, Hitler ở bên kia đầu dây. Göbbels nhanh chóng trao máy cho Remer. Hitler hỏi anh thiếu tá có nhận ra giọng nói của ông không. Vì giọng nói ấy đã được phát trên sóng truyền thanh cả trăm lần, ai ở Đức mà không nhận ra? Hơn nữa, chỉ vài tuần trước Remer đã nghe giọng nói ấy khi anh nhận huân chương từ Lãnh tụ. Thế là, anh thiếu tá đứng nghiêm lại. Hitler ra lệnh cho anh đập tan nhóm nổi dậy và chỉ nghe theo mệnh lệnh của Göbbels. Ông còn nói vừa cử Himmler làm Tư lện Dân quân (lúc này đang bay đến Berlin), và Tướng Reinecke chỉ huy toàn bộ binh sĩ ở thủ đô. Lãnh tụ còn đặc cách thăng anh thiếu tá lên đại tá.
Đối với Remer, thế là đủ. Anh đã nhận lệnh từ cấp cao nhất và bây giờ tiến hành với cả lòng năng nổ mà tổng hành dinh nhóm nổi dậy không có. Anh rút Tiểu đoàn Cảnh vệ dưới quyền ra khỏi khu Wilhelmstraße, chiếm giữ doanh trại Unter den Linden, cử binh sĩ đi tuần tiễu để ngăn chặn đội quân nào tiến về thủ đô, còn tự anh đi tìm hang ổ của nhóm nổi dậy để bắt đám chủ mưu.
Tại sao các tướng lĩnh và đại tá nổi dậy giao phó vai trò chủ chốt như thế cho Remer, tại sao vào phút chót họ không đặt anh dưới quyền một sĩ quan trung kiên với âm mưu, tại sao ít nhất họ không cử theo một sĩ quan đáng tin cậy đi theo Tiểu đoàn Cảnh vệ để đảm bảo họ tuân hành chỉ thị – đấy là những điều khó hiểu trong ngày 20/7. Và lúc ấy, tại sao không lập tức bắt giữ Göbbels – nhân vật quan trọng và nguy hiểm nhất ở Berlin? Một vài nhân viên cảnh sát dưới quyền Bá tước von Helldorf có thể làm việc này trong hai phút, bởi vì Bộ Tuyên truyền hoàn toàn không được phòng bị. Và tại sao nhóm âm mưu không chiếm lấy tổng hành dinh Mật vụ, trấn án binh sĩ ở đây và phóng thích những người trong cùng nhóm âm mưu đang bị giam cầm? Tổng hành dinh Mật vụ hầu như không được phòng bị gì cả. Văn phòng trung ương của RSHA, đầu não của SD và SS, cũng thế. Người ta nghĩ đáng lẽ trước tiên phải chiếm lấy những cơ quan ấy. Không có lời giải cho những câu hỏi này.
Trong một thời gian, nhóm âm mưu không biết rằng Remer đã thay đổi thái độ. Hiển nhiên là ai nấy không nắm bắt những gì đang diễn ra, khi biết được thì đã quá muộn. Ngay cả bây giờ, người ta vẫn không thể hiểu được, vì những người trong cuộc khai báo mâu thuẫn với nhau. Các đơn vị xe tăng ở đâu? Binh sĩ trấn đóng các vùng chung quanh thủ đô ở đâu?
Lúc 6:30 giờ chiều, một đài truyền thanh – với công suất mạnh đến mức toàn châu Âu có thể bắt sóng được – loan báo có âm mưu ám sát Hitler nhưng đã thất bại. Đấy là đòn nặng cho nhóm âm mưu, và cũng là sự cảnh báo cho thấy các đơn vị quân đội được giao nhiệm vụ trong âm mưu đã không làm tròn nhiệm vụ. Trong khi chờ đợi Remer đi đến, Göbbels đã có thể đọc qua điện thoại bản văn cho đài truyền thanh. Các tướng lĩnh chỉ huy ở Praha và Wien, vừa lúc chuẩn bị bắt giữ các lãnh đạo SS và Đảng Quốc xã, bắt đầu thối lui. Rồi lúc 8:20 giờ tối, Keitel gửi chỉ thị bằng máy viễn ký từ tổng hành dinh Lãnh tụ đến tất cả các cấp chỉ huy Quân đội, báo tin Himmler đã được cử làm Tư lệnh Dân quân và rằng "chỉ được tuân theo lệnh của ông ấy và của tôi." Keitel thêm: "Mọi chỉ thị do Fromm, Witzleben hoặc Hoepner đưa ra là không có hiệu lực." Loan báo của đài truyền thanh và chỉ thị của Keitel gây hiệu quả có tính quyết định đối với Thống chế von Kluge, lúc ông sắp sửa gia nhập nhóm âm mưu.
Có nhiều thông tin mâu thuẫn về lý do tại sao nhóm âm mưu không chiếm lấy đài truyền thanh Berlin. Theo một nguồn tin, một đơn vị ở trường bộ binh Doeberitz được giao nhiệm vụ này, nhưng Tướng chỉ huy Hitzfeld tuy tham gia nhóm âm mưu nhưng không được thông báo về ngày 20/7, nên ông đi khỏi Berlin để dự một lễ tang. Người chỉ huy phó, Đại tá Müller, đang đi xa cho một nhiệm vụ khác. Khi Müller trở về lúc 8 giờ tối, ông thấy tiểu đoàn thiện chiến nhất dưới quyền đã đi tập trận. Đến lúc ông tập họp đủ binh sĩ vào lúc nửa đêm, thì đã là quá muộn. Một nguồn tin khác cho biết một Thiếu tá Jacob quy tụ được binh sĩ ở trường bộ binh nhưng Olbricht không cho biết cụ thể phải làm gì. Khi Göbbels gọi điện đến để đọc bản văn thông cáo, Jacob không ngăn trở việc truyền thanh. Sau này, Jacob cho biết nếu Olbricht ra chỉ thị rõ ràng thì đài truyền thanh đã không phát thông cáo của Göbbels, mà ngược lại, sẽ phục vụ nhóm âm mưu.
Ngay cả các đơn vị thiết giáp mà nhóm âm mưu mong đợi đã không xuất hiện. Người ta có thể nghĩ rằng Tướng Hoepner, một người chỉ huy thiết giáp xuất chúng, hẳn đã phụ trách điều động thiết giáp, nhưng ông không có cơ hội. Nhóm âm mưu đã ra lệnh cho Đại tá Wolgang Glaesemer, Chỉ huy trưởng trường thiết giáp ở Krampnitz, điều xe tăng vào thủ đô và báo cáo với tổng hành dinh Dân quân ở Phố Bendlerstraße để nhận thêm chỉ thị. Nhưng Glaesemer lại không muốn tham gia nhóm âm mưu chống lại Quốc xã. Thuyết phục ông không được, Olbricht bèn quản thúc ông trong tổng hành dinh. Nhưng Glaesemer có cơ hội nói nhỏ với người tùy viên đã không bị bắt, ra lệnh anh này báo cáo cho Ban Thanh tra quân chủng thiết giáp vốn có thẩm quyền trên mọi đơn vị thiết giáp và chỉ nghe theo lệnh ở nơi đây.
Vì thế, nhóm âm mưu không được thiết giáp hỗ trợ trừ vài chiếc tiến vào được trung tâm thành phố. Đại tá Glaesemer dùng một mẹo để trốn thoát. Ông nói với lính canh là đã quyết định chấp nhận tuân theo lệnh của Olbricht và sẽ đi chỉ huy các đơn vị tăng, rồi đi ra khỏi tổng hành dinh. Chẳng bao lâu, các đơn vị tăng nhận lệnh rút khỏi thành phố. Vị đại tá thiết giáp không phải là người duy nhất trốn thoát được khỏi cảnh giam cầm của nhóm âm mưu – là yếu tố khiến cho âm mưu kết liễu nhanh chóng.
Lúc 8 giờ tối, Thống chế von Witzleben đi đến với bộ quân phục chỉnh tề đế đảm nhiệm chức vụ tân Tổng tham mưu trưởng Quân lực, rồi nhận ra ngay là âm mưu đã thất bại. Ông trách cứ Beck và Stauffenberg đã phá hỏng vụ nổi dậy. Nhưng bản thân ông đã không giúp gì được trong khi quyền hạn của ông trên cương vị của một thống chế có thể thu phục các chỉ huy quân sự ở Berlin và ngoài nước. Sau khi đến tổng hành dinh Bendlerstraße được 45 phút, ông bước ra – và cũng tách ra khỏi âm mưu bây giờ chắc chắn là thất bại – rồi đi về trang trại của ông miền nông thôn cách xa 50 kilômét. Ngày hôm sau, ông bị bắt.

## Hồi kết cuộc của âm mưu ám sát
Bây giờ, bức màn kéo lên cho hồi kết cuộc.
Khoảng 9 giờ tối, nhóm âm mưu tê tái nghe đài phát thanh loan báo Lãnh tụ sẽ phát biểu với nhân dân Đức đêm hôm ấy. Ít phút sau, có tin Tướng von Hase chỉ huy quân đội Berlin, người đã điều động Thiếu tá Remer – giờ là Đại tá – đi làm nhiệm vụ, đã bị bắt, còn Tướng Reinecke được SS hỗ trợ đã nắm quyền chỉ huy tất cả lực lượng ở Berlin và đang chuẩn bị tiến chiếm tổng hành dinh Dân quân ở Phố Bendlerstraße.
Cuối cùng, lực lượng SS đã động quân, phần lớn là nhờ Otto Skorzeny, sĩ quan chỉ huy SS cương nghị lúc trước đã giải cứu Mussolini. Không được biết chuyện gì đang xảy ra ngày ấy, Skorzeny đã đáp chuyến tàu đêm tốc hành đi Wien, nhưng giữa đường con tàu bị chặn lại. Tướng SS Schellenberg, nhân vật số 2 của lực lượng SD kêu gọi ông xuống tàu. Skorzeny thấy tổng hành dinh SD trong tình trạng hoảng loạn, nhưng là người có máu lạnh và có tài tổ chức, ông nhanh chóng tụ họp được một số binh sĩ để hành động. Chính ông là người thuyết phục các đơn vị thiết giáp giữ lòng trung thành với Hitler.
Hành động đáp trả năng nổ ở tổng hành dinh Rastenberg, đầu óc lanh lẹ của Göbbels trong việc thuyết phục Remer và sử dụng đài truyền thanh, sự hồi sinh của lực lượng SS ở Berlin, tình trạng hoang mang và bất động đến khó tin của nhóm âm mưu – tất cả đã khiến cho nhiều sĩ quan Quân đội khi sắp gia nhập hoặc đã gia nhập vụ nổi dậy phải thối lui. Trong số này có Tướng Otto Herfurth, tham mưu trưởng của Tướng Kortzfleisch đã bị bắt. Kortzfleisch ban đầu hợp tác trong âm mưu để tập họp binh sĩ, rồi khi thấy tình hình không ổn đã xoay chuyển tư tưởng, gọi điện cho tổng hành dinh của Hitler lúc 9:30 giờ tối để nói rằng mình đang trấn áp quân nổi dậy. Nhưng việc này cũng không giúp ông thoát khỏi án tử hình.
Tướng Fromm, sau khi bị nhóm âm mưu bắt giữ vì từ chối cộng tác với họ, bây giờ tự lo cứu thân mình. Lúc 8 giờ tối, sau khi đã bị quản thúc được 4 tiếng đồng hồ, ông xin phép trở về phòng riêng của mình ở tầng dưới. Lấy danh dự của một quân nhân, ông hứa sẽ không tìm cách trốn thoát hoặc bắt liên lạc với bên ngoài. Tướng Hoepner đồng ý. Trước đấy, ba vị tướng dưới quyền Fromm đã đến, đã từ chối tham gia âm mưu, và yêu cầu cho gặp thủ trưởng. Điều khó hiểu là họ được phép đi gặp Fromm trong phòng riêng ông này, dù cả ba cũng đang bị quản thúc. Fromm nói cho ba người biết về một lối ra ít khi được sử dụng, qua đấy họ có thể trốn thoát. Vi phạm lời hứa danh dự của mình, ông ra lệnh cho 3 vị tướng tổ chức quân hỗ trợ, chiếm lấy tòa nhà, giải thoát ông và dập tắt nhóm nổi dậy. Ba người lẻn ra ngoài mà không ai hay biết.
Rồi có một số sĩ quan cấp thấp dưới quyền Olbricht, lúc trước tham gia âm mưu hoặc còn đang lưỡng lự, bây giờ đã nhận ra tình hình: họ sẽ bị treo cổ nếu âm mưu thất bại mà họ không chống lại kịp thời. Một nhóm 6-8 người trong số này mang vũ khí đến tìm Olbricht và yêu cầu ông này giải thích tự sự. Stauffenberg đến xem việc gì đang xảy ra và bị nắm giữ. Khi cố tìm cách thoát thân, ông bị bắn vào cánh tay – do một tiếng súng duy nhất. Rồi nhóm chống nổi dậy nổ súng tứ tung nhưng không bắn trúng ai khác. Họ xục xạo rồi gom nhóm âm mưu lại. Beck, Hoepner, Olbricht, Stauffenberg, Haeften và Mertz bị đưa vào văn phòng của Fromm
Rồi Fromm xuất hiện. Ông nhanh chóng quyết định diệt trừ nhóm người này không những để xóa mọi chứng cứ – vì tuy ông từ chối can dự tích cực vào âm mưu mà ông đã biết từ nhiều tháng trước, ông đã che chở và không cáo giác họ – mà còn để lấy lòng Hitler. Ông tuyên bố "nhân danh Lãnh tụ" ông đã triệu tập một phiên xử của "tòa án binh" (không có chứng cứ gì về chuyện này) và phiên tòa đã tuyên án tử hình đối với Đại tá Mertz của Bộ Tham mưu, Tướng Olbricht, Đại tá Stauffenberg, và Trung úy Haeften.
Với cánh tay còn nguyên vẹn bây giờ đẫm máu vì vết thương, Stauffenberg cùng ba người kia bị dẫn ra ngoài. Trong khoảng sân, dưới ánh sáng lờ mờ của một chiếc xe quân đội với vải đen phủ ngoài hai đèn pha, bốn người bị xử bắn một cách chóng vánh. Có vài sự lộn xộn và tiếng hô to, phần lớn là từ đám lính canh muốn làm cho nhanh vì sợ không kích – máy bay Anh vần vũ trên bầu trời Berlin hầu như mỗi đêm vào mùa hè này. Stauffenberg hô lên trước khi bị bắn: "Nước Đức thiêng liêng muôn năm!".
Về phía tướng Fromm, sau vụ hành quyết nhóm âm mưu, ông ta đến gặp Joseph Goebbels để đòi công trạng vì đã trấn áp cuộc đảo chính, nhưng Goebbels chỉ nói, "Anh đã quá vội vàng để đưa nhân chứng của mình xuống lòng đất." Vào sáng ngày 22 tháng 7 năm 1944 , Fromm và các thành viên khác trong âm mưu đã bị bắt. Vì tòa án không chứng minh được mối liên hệ trực tiếp với những kẻ âm mưu ngày 20 tháng 7, thay vào đó ông ta bị buộc tội hèn nhát trước kẻ thù. Tuy nhiên, vì đã hành quyết những kẻ âm mưu nên ông ta không bị tra tấn và hành quyết bằng cách treo cổ mà bị kết án hành quyết quân sự. Vào ngày 12 tháng 3 năm 1945, Fromm bị xử bắn tại Nhà tù Brandenburg-Görden như một phần của cuộc thanh trừng hậu âm mưu. Những lời cuối cùng của ông trước khi chết được cho là "Tôi chết, vì đó là lệnh. Tôi luôn chỉ muốn điều tốt nhất cho nước Đức".

## Vinh danh Stauffenberg
Bendlerstraße có nghĩa "Phố Bendler," là khu chỉ huy của Quân đội Đức gồm Tổng hành dinh Dân quân và nhiều doanh trại, cũng là tổng hành dinh của nhóm âm mưu ám sát Hitler vào ngày 20 tháng 7 năm 1944, và là nơi Fromm ra lệnh hành quyết năm người chủ chốt kể cả Stauffenberg trong nhóm âm mưu. Sau chiến tranh, Bendlerstraße được đổi tên thành Stauffenbergstraße (Phố Stauffenberg), còn tòa nhà tổng hành dinh được biến cải thành nhà lưu niệm phong trào chống Hitler.

## Phim ảnh về Claus von Stauffenberg và âm mưu 20 tháng 7
- Der 20. Juli trên Internet Movie Database (1955)
- Es geschah am 20. Juli trên Internet Movie Database "It happened July 20th" (1955)
- The Night of the Generals trên Internet Movie Database (1967)
- Operation Walküre trên Internet Movie Database (1971) (TV) Phim tài liệu 199 phút của Joachim Fest
- The Plot to Kill Hitler trên Internet Movie Database (1990) (TV)
- The Restless Conscience Lưu trữ ngày 14 tháng 1 năm 2016 tại Wayback Machine (USA 1991)
- Der Untergang (Germany, 2004)
- Die Stunde der Offiziere trên Internet Movie Database (2004) (TV) "The Hour of Officers"
- Stauffenberg trên Internet Movie Database (2004) (TV)
- Valkyrie (2008) - phim do Tom Cruise diễn xuất trong vai Claus von Stauffenberg.